# 韓哀侯
韓哀侯（？—前374年），名字不詳，戰國時期韓國君主。韓文侯之子。
哀侯元年（前376年），韓、魏、趙將晉靖公廢為平民，將其食邑均分，晉國絕祀。次年韓滅鄭，遷都於鄭都新鄭（今河南新鄭），疆域包括今山西東南部和河南中部。
公族韓山堅刺殺了哀侯，立其子韓共侯繼位。

## 異說
《資治通鑑》引用了《韓非子·內儲說下》的故事，記載哀侯以韓傀為相國，而愛嚴遂，韓傀與嚴遂水火不容，前374年嚴遂派殺手在朝中刺殺韓傀，傀向哀侯求援，哀侯抱之，結果殺手刺中韓傀時也連帶殺了哀侯。其实是将「聂政刺韩傀」混淆到「韩严刺哀侯」了。《史記·韓世家》則稱「韓嚴弒其君哀侯」。